# Стилет і стилос (видавництво)
«Стилет і стилос» — українське ветеранське видавництво, засноване 2021 року, яке публікує художню, історичну та філософську літературу, зокрема українських та закордонних класиків і модерністів. Засновниками видавництва є Олександр Андрієвський — ветеран російсько-української війни, журналіст, перекладач та історик — та літературознавиця Діана Андрієвська.
Назва видавництва пов'язана з віршем «Стилет і стилос» Євгена Маланюка — яскравого представника модернізму, якому видавництво приділяє значну увагу.
До створення книжок видавництво долучає молодих українських художників та ілюстраторів, зокрема Тетяну Панову, Надію Харт, Марію Тобішек (Хименець), Олександру Нечипоренко.

## Історія видавництва
Першою виданою книгою стала антологія «Українська мілітарна поезія». Слідом за нею вийшли антологія «Втрачене покоління» та чуттєва поетична збірка «Зваба і блакить».
У лютому 2022 року засновник видавництва Олександр Андрієвський знову долучився до Збройних Сил України. Повномасштабне вторгнення росії уповільнило темпи видавництва, однак «Стилет і Стилос» не припиняв роботи. Станом на листопад 2023 року було видано 14 книг.
У 2022 році книжка «Війна як внутрішнє переживання» Ернста Юнґера ввійшла в топ-100 книжок за версією ПЕН.

## Книжкові фестивалі
«Стилет і Стилос» бере участь у «Книжковому Арсеналі», фестивалях «KyivBookFest», «Книжкова Країна» та «Kyiv Book Weekend».
У 2024 році видавництво вперше відвідало «Франкфуртський книжковий ярмарок».